# Iubdan
 (août 2014).
Iubdan est le roi des faylinn (ou leprechauns) dans le folklore irlandais. La plupart de ses aventures sont contées dans le Voyage des Tuatha Luchra et la Mort de Fergus, un récit anonyme du XIIIe ou du XIVe. 

## Description
C'est un petit être aux cheveux noirs (au contraire de ses sujets qui ont les cheveux clairs). Très beau et n'ayant jamais menti, Iubdan vit sur une île et possède plusieurs talismans magiques, dont un bouclier qui le rend invulnérable, un épieu qui empale 100 ennemis, une baignoire dans laquelle un bain triple la durée de vie, un chaudron qui change les pierres en nourriture et une timbale produisant une musique de grande qualité. Il possède aussi un cheval aux jambes vertes, signe de sa provenance de l'Autre Monde. 

## Légendes
Il rend un jour visite au roi Fergus Mac Leide, à qui il offre des chaussures de bronze permettant de marcher sur l'eau ou la terre.